# Aprasia pulchella
Aprasia pulchella là một loài thằn lằn trong họ Pygopodidae. Loài này được Gray mô tả khoa học đầu tiên năm 1839.